# Capra Lamancha
La capra LaMancha o Lamancha o ancora Lamancha americana è una razza di capra domestica la cui particolarità è costituita dalla mancanza di orecchio esterno, oppure dalla presenza assai ridotta di quest'ultimo; ciò fa sì che eventuali microchip di riconoscimento devono essere apposti sulla coda dell'animale, e non sull'orecchio come solitamente accade.
La razza nacque negli anni trenta del 1900 in Oregon, dove Eula F. Frey accoppiò esemplari dalle orecchie corte, di incerta origine spagnola, con becchi di razza svizzera e nubiana.
Di stazza media, ha temperamento solitamente calmo e gentile ed è un'ottima produttrice di latte.
La faccia è allungata e diritta, ma la caratteristica principale sono le orecchie.
Ve ne sono di due tipi:
- Orecchio da talpa: molto piccolo (mai più lungo di 2,5 cm) e poco sviluppato, glabro. È l'unico ammesso in una competizione.
- Orecchio da elfo: lungo al massimo fino a 3,5 cm, con la parte finale piegata verso l'alto o verso il basso.

Nelle femmine non prevale alcun tipo di orecchio sull'altro, mentre i maschi devono necessariamente essere del tipo "orecchio da talpa", poiché due esemplari "elfo", accoppiati, possono dare prole dalle orecchie normali.